# (100733) Annafalcká
(100733) Annafalcká est un astéroïde de la ceinture principale.

## Description
(100733) Annafalcká est un astéroïde de la ceinture principale. Il fut découvert le 18 février 1998 à l'Observatoire Kleť par Miloš Tichý. Il présente une orbite caractérisée par un demi-grand axe de 2,30 UA, une excentricité de 0,10 et une inclinaison de 6,2° par rapport à l'écliptique.
Il est nommé d'après Anne du Palatinat.